# Messaggero dei Ragazzi
Messaggero dei Ragazzi è una rivista antologica mensile a fumetti per bambini con rubriche di attualità e narrativa pubblicato dal 1963 dall'editrice Messaggero di Sant'Antonio con fini pedagogico-confessionali e in particolare di propagandare la devozione del santo tra i giovanissimi. Viene pubblicato da oltre cinquanta anni per oltre mille numeri proseguendo nella numerazione quella della precedente testata S. Antonio e i fanciulli, esordita nel 1922. Le serie a fumetti presentate sono originali o provenienti da produzione franco-belga per ragazzi realizzate da autori come Dino Battaglia, Sergio Toppi, Lino Landolfi e Jacovitti o il belga Roger Leloup con la serie di avventure fantascientifiche di Yoko Tsuno molto apprezzate negli anni settanta.

## Storia editoriale
La rivista è una testata antologica indirizzata ai ragazzi distribuita in Italia solo per abbonamento e attraverso il circuito delle parrocchie nata nel 1958 come edizione rinnovata della precedente rivista S. Antonio e i fanciulli, inizialmente edita come supplemento del Messaggero di Sant'Antonio e che, nel 1958, divenne Messaggero dei Ragazzi divenendo una pubblicazione autonoma mantenendo l'impostazione precedente.
Pubblica racconti, in genere a contenuto agiografico con qualche rubrica di vari argomenti e giochi enigmistici oltre che serie a fumetti di produzione italiana di genere umoristico o anche riduzioni a fumetti di classici della letteratura affiancate da serie franco-belga. Sempre negli anni Sessanta compare la serie dei "Racconti di Bruno" dello scrittore feltrino Luigi Tatto.
Dagli anni settanta vengono pubblicate anche serie a fumetti di genere avventuroso di autori come Dino Battaglia, oltre a riduzioni a fumetti di capolavori della letteratura come “Moby Dick” (1972) sia storie ispirate alla vita dei santi come “Frate Francesco” (1974) o “S. Giorgio” (1976) o personaggi storici; molti autori italiani come Jacovitti, che ripubblica le strisce della serie Giuseppe (1975) o Giorgio Cavazzano e Giorgio Pezzin con le gag di Oscar e Tango e Silas Finn di Tiziano Sclavi; alla fine degli anni settanta seguono altre riduzioni a fumetti di romanzi come “L’isola del tesoro” (1977) e “Il ragazzo rapito” (1978) realizzate da Hugo Pratt e le storie a sfondo biografico e religioso realizzate da Attilio Micheluzzi in parallelo alla pubblicazione di materiale straniero, in genere franco-belga ma anche opere di autori spagnoli come Alberto Salinas e la striscia americana “Tiger”, qui ribattezzata Geronimo & C., di Bud Blake. Negli anni ottanta mantiene la stessa impostazione e continua a pubblicare serie avventurose come Tiki di Berardi e Milazzo e Ric Hochet di Tibet e Duchateu, e l’umoristico Umpa-Pà di Uderzo e Goscinny ma poi le pagine dedicate ai fumetti si riducono notevolmente a vantaggio delle rubriche di attualità, musica e sport. Negli anni novanta, accanto a rubriche di varia natura, ritornano molte serie a fumetti di genere umoristico.